# Liga Mexicana de Béisbol 1937
La Temporada 1937 de la Liga Mexicana de Béisbol fue la edición número 13. Para este año hubo una expansión de 6 a 12 equipos, de los equipos de la campaña anterior desapareció el Lomas de México. Los equipos que ingresaron fueron Agricultura de México, Alijadores de Tampico, Cafeteros de Córdoba, Cidosa de Río Blanco, Petroleros de México, Rojos del Águila de Veracruz y Tránsito de México. El resto de los equipos se mantienen en su sede. 
Por primera vez en la historia se dividen en la Zona Norte y Zona Sur, teniendo seis equipos por cada zona. Se implementa el sistema de competencia en que los equipos que terminen en primer lugar de cada zona, se acreditan campeones de zona y juegan una Serie Final por el campeonato de la liga. 
Comienza una nueva época en la liga ya que a partir de este año se comienza con la compilación de estadísticas, a partir de este año se comienza el registro de récords y se designan líderes en los distintos departamentos de pitcheo y bateo.
El calendario constaba de 25 juegos que se realizaban solamente los fines de semana, el equipo con el mejor porcentaje de ganados y perdidos se coronaba campeón de zona. 
Los Rojos del Águila de Veracruz obtuvieron el primer campeonato de su historia al derrotar en 3 juegos al Agrario de México. El mánager campeón fue Agustín Verde.

## Equipos participantes
| Liga Mexicana de Béisbol 1937 |                              |           |                          |
| Zona                          | Equipo                       | Fundación | Ciudad                   |
| Norte                         | Agrario de México            | 1935      | México, D. F.            |
| Norte                         | Alijadores de Tampico        | 1937      | Tampico, Tamaulipas      |
| Norte                         | Cidosa de Río Blanco         | 1937      | Río Blanco, Veracruz     |
| Norte                         | Electricistas del Necaxa     | 1935      | México, D. F.            |
| Norte                         | Gallos de Santa Rosa         | 1935      | Ciudad Mendoza, Veracruz |
| Norte                         | Tigres de Comintra           | 1928      | México, D. F.            |
| Sur                           | Agricultura de México        | 1926      | México, D. F.            |
| Sur                           | Cafeteros de Córdoba         | 1934      | Córdoba, Veracruz        |
| Sur                           | Cerveceros de Nogales        | 1936      | Nogales, Veracruz        |
| Sur                           | Petroleros de México         | 1937      | México, D. F.            |
| Sur                           | Rojos del Águila de Veracruz | 1903      | Veracruz, Veracruz       |
| Sur                           | Tránsito de México           | 1933      | México, D. F.            |

## Posiciones
| Zona Norte | Zona Norte | Zona Norte | Zona Norte | Zona Norte |
| Equipo     | JG         | JP         | PCT        | JV         |
| ---------- | ---------- | ---------- | ---------- | ---------- |
| Agrario    | 21         | 4          | .840       | -          |
| Comintra   | 20         | 5          | .800       | 1.0        |
| Santa Rosa | 14         | 9          | .609       | 6.0        |
| Tampico    | 8          | 15         | .348       | 12.0       |
| Necaxa     | 4          | 16         | .200       | 14.5       |
| Río Blanco | 2          | 20         | .091       | 17.5       |

| Zona Sur    | Zona Sur | Zona Sur | Zona Sur | Zona Sur |
| Equipo      | JG       | JP       | PCT      | JV       |
| ----------- | -------- | -------- | -------- | -------- |
| Águila      | 20       | 4        | .833     | -        |
| Córdoba     | 16       | 8        | .667     | 4.0      |
| Nogales     | 13       | 10       | .565     | 6.5      |
| Agricultura | 12       | 13       | .480     | 8.5      |
| Tránsito    | 6        | 19       | .240     | 14.5     |
| Petroleros  | 5        | 18       | .240     | 14.5     |

| Campeón de Zona |

## Serie Final
El campeón se definió mediante una serie final a ganar 3 de 5 partidos entre los equipos campeones de la Zona Norte y Zona Sur. Los Rojos del Águila de Veracruz se coronaron campeones al vencer al Agrario de México en tres juegos de manera consecutiva. Los juegos fueron lanzados por el Cubano Martín Dihigo que ganó 3 a 2, 7 a 2 y 6 a 4 para que el Águila obtuviera el primer campeonato de su historia en la LMB.

## Designaciones
Se designó como novato del año a Alfonso "Guacho" Nieto  del Agricultura de México.

## Acontecimientos relevantes
- 16 de septiembre: Martín Dihigo de los Rojos del Águila de Veracruz le lanza juego sin hit ni carrera (primero en la historia del circuito) de 9 entradas a los Cerveceros de Nogales, en un partido disputado en la ciudad de Veracruz, Veracruz y que terminó con marcador de 4-0.[3]